# Damiano David
Damiano David, italijanski glasbenik, pevec in tekstopisec, * 8. januar 1999, Rim.
Najbolj je znan kot vokalist italijanske rock skupine Måneskin, ki je s pesmijo »Zitti e buoni« zmagala na glasbenem festivalu v Sanremu leta 2021 in na tekmovanju za pesem Evrovizije 2021. Leta 2024 je s singloma »Silverlines« in »Born with a Broken Heart« začel samostojno glasbeno kariero.

## Življenje in kariera
Damiano David se je rodil leta 1999 v Rimu v Italiji staršema stevardoma. Zaradi narave dela staršev sta z bratom že od malih nog potovala po vsem svetu in se seznanila z različnimi kulturami.
V srednješolskih dneh je spoznal Victorio De Angelis in Thomasa Raggija, bodoča člana skupine Måneskin. Študiral je na jezikovnem liceju Eugenio Montale v Rimu, vendar srednje šole ni končal in se je namesto tega posvetil glasbeni karieri. Ko so ga predstavili za vokalista njihove lokalne skupine, je bil sprva zavrnjen, ker je bil njegov slog »preveč pop, vendar ga je njegovo vztrajanje, da je v skupini, sčasoma sprejel. David je kmalu spremenil svoje obnašanje in slog, zlasti na odru, ker se je naučil svobodno izražati. Skupina je sprva igrala na ulicah mesta Rim, leta 2017 se je skupina uveljavila, ko je v enajsti sezoni italijanskega šova talentov X Factor zasedla drugo mesto. Skupina je prvič nastopila s studijskim albumom »Il ballo della vita« in turnejo v letih 2018 in 2019. Leta 2021 je izšel njihov drugi studijski album »Teatro d'ira: Vol. 1«. 
Po njihovi zmagi na tekmovanju za pesem Evrovizije 2021 so ga v finalu lažno obtožili uživanja mamil. David in njegovi kolegi iz zasedbe že od samega začetka zagovarjajo boj proti drogam. David sam je v intervjuju za Vogue Italia izjavil: »Ne padamo v stereotip alkoholne in drogirane rock zvezde.« Verjame, da ustvarjalnost izhaja iz »zdravega, izurjenega in lucidnega« uma in je v nasprotju s poskusom resničnega izražanja »lastnega jaza, tako da se vežemo na nekaj, kar nas dela odvisne, sužnje» «, pri čemer se sklicuje tudi na Klub 27.

## Zasebno življenje
Od leta 2017 je bil Damiano David v zvezi z italijansko manekenko Giorgijo Soleri.  Razšla sta se junija 2023.